# Formatering
Formatering inom databehandling är en process för att skapa ett filsystem på en hårddisk eller annat datalagringsmedium. All tidigare lagrad data raderas. Den struktur som skapas vid formateringen följer ett väldefinierat filsystem, till exempel Ext2, FAT eller NTFS. Disketter använder normalt bara FAT, medan hårddiskar kan använda flera andra, till exempel NTFS som används av Windows XP, eller HFS, HFS+ och Apple File System vilka är motsvarigheterna i Mac OS.
De spår och sektorer där data lagras skapas vid så kallad lågnivåformatering.
Formatering inom tryckeribranschen är i dagligt tal processen att göra om författarens manuskript från dennes textfiler, skrivna till exempel i Microsoft Word-format, till det format som – kopplat till den tänkta trycksakens slutliga layout – behövs för det tekniska tryckningsförfarandet.
Formatering inom  biblioteksväsendet är processen att konvertera biblioteksdata rörande författare, monografier, bokserier, och så vidare till det så kallade MARC-formatet som sedan 1960-talet är det förhärskande formatet för maskinläsbara biblioteksdata internationellt. LIBRIS bestämmer över MARC-formatets anpassning till svenska förhållanden.